# Schmittenstein
Der Schmittenstein ist ein 1695 m ü. A. hoher Berg der Osterhorngruppe im österreichischen Bundesland Salzburg und ein Teil der Salzkammergut-Berge.
Der Schmittenstein liegt an der Grenze der Gemeindegebiete von Sankt Koloman und Krispl. Von weitem ist die Silhouette von Schmittenstein und Schlenken sichtbar. Er ist wegen seiner Stadtnähe zu Salzburg ein beliebtes Wander- und Skitourengebiet.

## Aufstiege
Der Gipfel kann sowohl vom Schlenkengipfel, von der Schlenkenalm, von der Tenneralm, von der Schlenksteinalm als auch vom Sattel (1287 m) zwischen der Gaißau und Tauglboden erreicht werden. Die Aufstiege über die Schlenkenalm bzw. die Tenneralm sind die am häufigsten begangenen und am einfachsten. Vom Schlenkengipfel zum Schmittenstein muss eine kleine Kletterstelle überwunden werden. Der Aufstieg vom Sattel ist weitaus weniger frequentiert, aber anstrengender und teilweise ausgesetzt. Das letzte Stück auf einem Band nördlich des Gipfels ist bei diesen vier Aufstiegen zu beachten, es kann bis weit ins Frühjahr durch Firn unpassierbar sein. Der Südaufstieg von der Schlenksteinalm umgeht dieses Stück, ist aber weder markiert noch instand gehalten.